# Etzbach (Schwarzbach)
Der Etzbach ist ein linker Zufluss des Schwarzbaches im Landkreis Aschaffenburg im bayerischen Spessart.

## Geographie

### Verlauf
Der Etzbach entspringt südöstlich von Hain im Spessart und westlich vom Metzberg. Er verläuft in nördliche Richtung und unterquert die Spessartrampe. Östlich von Hain mündet er in den Schwarzbach.

### Flusssystem Aschaff
- Liste der Fließgewässer im Flusssystem Aschaff

## Einzelnachweise

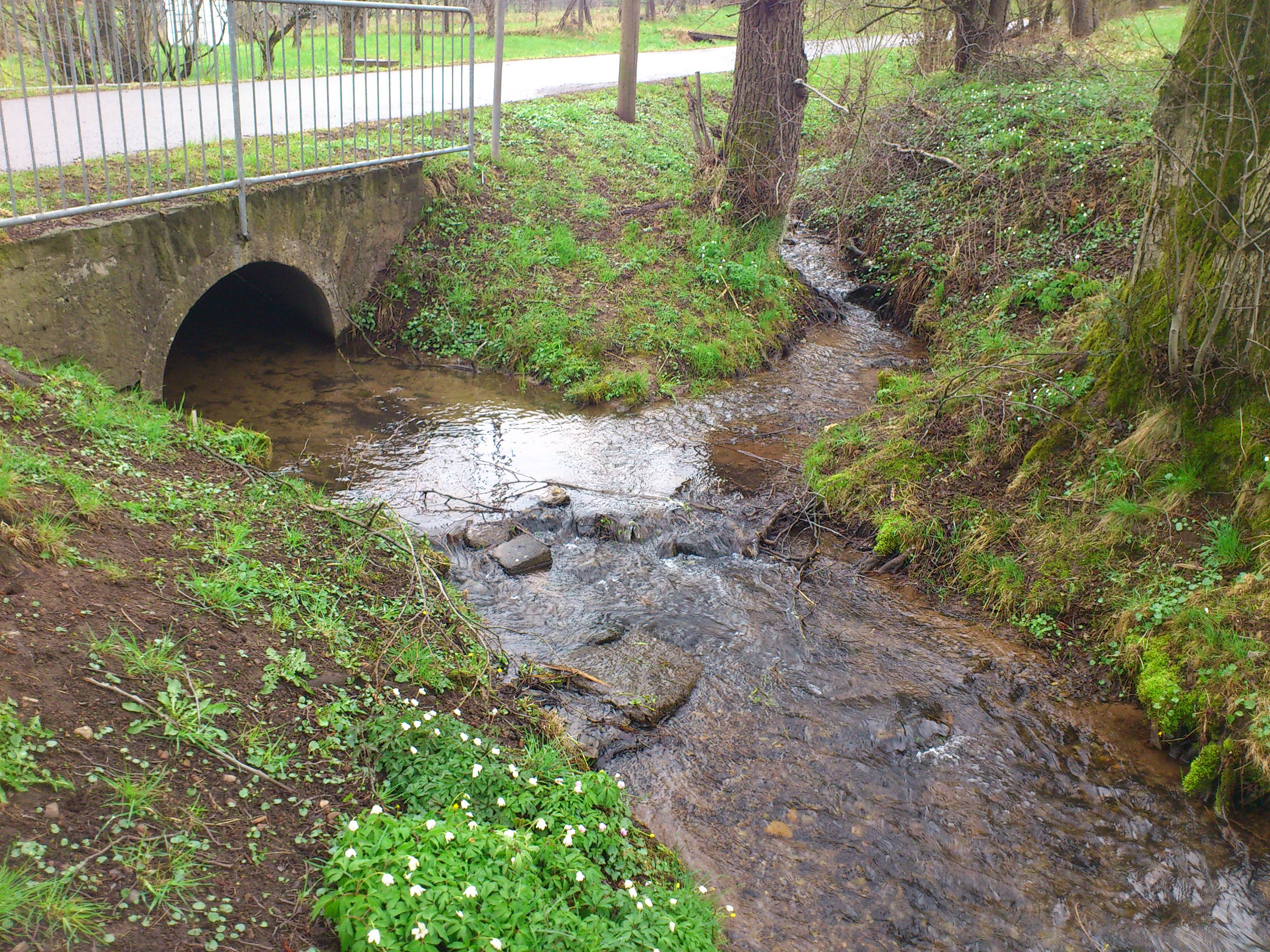
Der Etzbach (hinten rechts) mündet in den Schwarzbach